# Черниця (Свідницький повіт)
Черниця (пол. Czernica) — село в Польщі, у гміні Добромеж Свідницького повіту Нижньосілезького воєводства.
Населення — 312 осіб (2011).
У 1975—1998 роках село належало до Валбжиського воєводства.

## Демографія
Демографічна структура станом на 31 березня 2011 року:
|          | Загалом | Допрацездатний вік | Працездатний вік | Постпрацездатний вік |
| -------- | ------- | ------------------ | ---------------- | -------------------- |
| Чоловіки | 159     | 36                 | 111              | 12                   |
| Жінки    | 153     | 35                 | 86               | 32                   |
| Разом    | 312     | 71                 | 197              | 44                   |